# Гуди, Лайла
Лайла Элин Гуди (норв. Laila Elin Goody; род. 22 марта 1971 года, Ставангер, Норвегия) — норвежская актриса театра и кино.

## Биография
Отец Лайлы англичанин, а мать норвежка. Лайла Гуди выросла в районе Хордаланн. Вернувшись в Ставангер, она окончила Кафедральную школу. После получения театрального образования, Лайла начинает работать в Норвежском национальном театре. С 1996 года снимается в кино. В 2002 году Лайла была награждена премией «Gullruten» за роль в фильме «Розмерсхольм». В том же году была номинирована на премию «Аманда» по той же роли. В 2003 году Лайла Гуди взяла верх в своей кинокарьере и до сих пор продолжает её.

## Фильмография
| Год               | Название                                     | Персонаж              |
| ----------------- | -------------------------------------------- | --------------------- |
| 1996              | Maja Steinansikt                             | Биргитте              |
| 1996              | Маркус и Диана                               | Диана                 |
| 1998              | Кровавые ангелы                              | Виктория              |
| 2000              | Ballen i øyet                                | Денис Ларсен          |
| Шаблон:Вкино-2003 | Fox Grønland                                 | Линда Абрахамсен      |
| 2001              | Розмерсхольм                                 | Ребекка Вест          |
| 2002              | Кукольный дом (мини-сериал)                  | мать Норы             |
| 2003              | Джони Ванг                                   | Тува                  |
| 2004              | Плач в лесу                                  | Сара Раск             |
| 2006              | En udødelig mann (мини-сериал)               | Эльса Софи Йенсдаттер |
| 2007              | Под кодовым названием «Хантер» (мини-сериал) | Карина Бредесен       |
| 2012              | В темноте                                    | Сигрун                |
| 2012              | Варг Веум — Холодные сердца                  | Лиль Хобекк           |
| 2012              | Какой ты меня видишь                         | Лиза Гундерсен        |
| 2012-2014         | Лиллехаммер                                  | Ранвейг               |
| 2015              | Волна                                        | Марго                 |
| 2016              | Розмари                                      | Хильде                |
| 2017-             | Валькирия (сериал)                           | Грете                 |